# Титанія (готель)
Титанія — готель в історичному центрі Афін, зведений у 1970-ті роки по вулиці Панепістиміу (Університетська), між двома головними площами міста — Синтагма та Омонія. 2004 року готель був капітально реконструйований. Хол прикрашений пентелійським мармуром у поєднанні із мозаїкою, що зображує фрагменти давньогрецьких міфів.
Готель пропонує розміщення у номерах класу «стандарт» та «суперіор», «екзек'ютів», комфортабельних сюїтах, а також номер для осіб із обмеженими фізичними можливостіми. Цілодобовий паркінг готелю розрахований на 230 місць. Титанія має два власні ресторани «La Brasserie» та «Olive Garden». Останній облаштований на даху готелю просто неба, з якого відкривається панорама на історичний центр міста від Афінського акрополя до Лікавіта.